# William Kirby
William Kirby (Witnesham, 19 september 1759 - Barham, 4 juli 1850) was een Brits entomoloog.
William Kirby werd geboren in Witnesham, Suffolk, Engeland als zoon van William Kirby, een advocaat, en Lucy Meadows. Hij was de neef van landschapschilder, graficus en schrijver John Joshua Kirby (1716-1774) en broer van schrijfster Sarah Trimmer (1741-1810). Hij studeerde in Ipswich en vervolgens op het Gonville and Caius College in Cambridge. In 1782 werd hij priester gewijd. Hij bleef tot het eind van zijn leven wonen en werken in Barham (Suffolk). Dr Nicholas Gwynn (een vriend van Herman Boerhaave) introduceerde Kirby in de studies van de natuurlijke historie, Kirby was een gepassioneerd natuuronderzoeker en had vooral belangstelling voor de entomologie. In 1802 publiceerde Hij zijn eerste grote werk: the Monographia Apum Angliae, (Een monografie over de bijen van Engeland). Hij ondernam lange excursies met bevriende natuuronderzoekers zoals : Charles Sutton, Thomas Marsham, William Jackson Hooker en anderen. Vanaf 1805 schreef Kirby met zijn vriend William Spence aan Introduction to Entomology en publiceerde 4 delen tussen 1815 en 1826. De illustraties werden gemaakt door John Curtis. In 1833 was hij medeoprichter van de Entomological Society of London en in 1847 werd hij de eerste directeur van het Ipswich Museum dat hij had helpen oprichten.    
William Kirby moet niet verward worden met William Forsell Kirby (1844-1912), een andere Engelse entomoloog.

## Enkele werken
- 1802 - Monographia Apum Angliae; 2 delen.
- 1815–1826 - Met William Spence, Introduction to Entomology, 4 delen
- 1835 - On the Power Wisdom and Goodness of God. As Manifested in the Creation of Animals and in Their History, Habits and Instincts; Bridgewater Treatises
- 1818 - A Century of Insects in: Transactions Linnean Society London.
- 1818 - A Description of Several New Species of Insects Collected in New Holland by Robert Brown, Esq. in: Transactions Linnean Society London.
- 1828 - A description of some coleopterous insects in the collection of the Rev. F.W. Hope, F.L.S. in: Zoological Journal.
- 1837 - The Insects' in J. Richardson, Fauna Boreali-Americana; or the Zoology of the Northern Parts of British America.

- Bibliothèque nationale de France: cb13482380q (data)
- Catàleg d'autoritats de noms i títols de Catalunya: 981058523130406706
- Stuttgart Database of Scientific Illustrators 1450–1950: 8156
- Gemeinsame Normdatei: 117519588
- International Standard Name Identifier: 0000 0001 1036 2871
- Library of Congress Control Number: n87143988
- Nationale bibliotheek van Australië: 35983881
- Nationale Bibliotheek van Israël: 987007274015205171
- Nederlandse Thesaurus van Auteursnamen: 070256497
- Istituto Centrale per il Catalogo Unico: UBOV015626
- LIBRIS: 300782
- SNAC: w6sj5h4c
- Système universitaire de documentation: 035476893
- Museum of New Zealand Te Papa Tongarewa: 36163
- Trove: 1172906
- Virtual International Authority File: 5082911
- WorldCat: E39PBJbtpGfwBvFxt4xYY9RHYP